# Sklabiná
Sklabiná (węg. Mikszáthfalva, dawniej Szklabonya) – wieś (obec) na Słowacji położona w kraju bańskobystrzyckim, w powiecie Veľký Krtíš. Pierwsze wzmianki o miejscowości pochodzą z 1330 roku.
W miejscowości (wówczas noszącej nazwę Szklabonya) urodził się Kálmán Mikszáth, węgierski pisarz, polityk i dziennikarz.
Według danych z dnia 31 grudnia 2012 roku, wieś zamieszkiwały 863 osoby, w tym 446 kobiet i 417 mężczyzn.
W 2001 roku rozkład populacji względem narodowości i przynależności etnicznej wyglądał następująco:
- Słowacy – 94,05%
- Czesi – 0,58%
- Romowie – 2,33%
- Ukraińcy – 1,87%
- Węgrzy – 0,7%

Ze względu na wyznawaną religię struktura mieszkańców kształtowała się w 2001 roku następująco:
- Katolicy rzymscy – 92,07%
- Grekokatolicy – 0,12%
- Ewangelicy – 2,22%
- Prawosławni – 2,1%
- Ateiści – 2,92%
- Nie podano – 0,47%